# Tomohito de Mikasa
Tomohito de Mikasa (三笠宮寬仁, Mikasa no miya Tomohito shinnō) (Tóquio, 5 de janeiro de 1946 — 6 de junho de 2012) foi o filho mais velho do príncipe Takahito Mikasa, tio paterno do imperador Akihito, e da princesa Yuriko Mikasa.

## Biografia

### Educação e juventude
O príncipe Tomohito estudou e graduou-se pelo Departamento de Estudos Políticos da Faculdade de Direito da Universidade de Gakushuin, em Tóquio, no ano de 1968. Partiu então para Magdalen College, na Universidade de Oxford, onde permaneceu até 1970.
Ele serviu como membro do comitê de organização dos Jogos Olímpicos de Inverno de 1972, realizados em Sapporo.

### Casamento
Em 21 de maio de 1980, ficou noivo de Nobuko Aso, filha do empresário Takakichi Asō e irmã do político Tarō Asō (atual Primeiro-Ministro do Japão). O avô materno de Nobuko, Shigeru Yoshida, foi também primeiro-ministro do país, entre 1946 e 1947.
Eles se casaram no dia 7 de novembro daquele ano. Nobuko recebeu o título de princesa Tomohito de Mikasa, com o tratamento de Sua Alteza Imperial. O casal tem duas filhas:
1. Akiko de Mikasa, nascida em 20 de dezembro de 1981
2. Yōko de Mikasa, nascida em 25 de outubro de 1983

### Deveres como príncipe
Tomohito é presidente e presidente de honra de diversas organizações ligadas à pesquisa sobre o câncer, ao bem-estar e a esportes, tais como esqui, bilhar e rugby. O príncipe e a princesa Tomohito de Mikasa viajam bastante ao exterior para apoiar instituições de caridade.

### Saúde
Desde 1991, o Tomohito de Mikasa já passou por várias operações de retirada de tumor de sua garganta e do esôfago.

### Polêmicas
Em junho de 2007, ele foi internado por alcoolismo, e a Agência da Casa Imperial anunciou que ele sofria de insônia severa e dificuldade para engolir alimentos. Segundo o próprio Príncipe, a dependência vem dos tempos da universidade, mas se agravou com os problemas familiares.
Quando a gravidez da princesa Kiko de Akishino foi anunciada, o príncipe Tomohito declarou que, se o bebê fosse do sexo feminino, a lei da linha de sucessão ao trono não deveria ser alterada. Assim, caso os filhos varões do imperador Akihito tivessem apenas filhas, o príncipe Tomohito se tornaria, no futuro, o novo imperador. Entretanto, nasceu um menino em setembro de 2006, o príncipe Hisahito de Akishino.
Ele chegou, inclusive, a propor a reintrodução das concubinas no Palácio Imperial para que os filhos do imperador tivessem herdeiros varões.

## Questões de saúde e morte

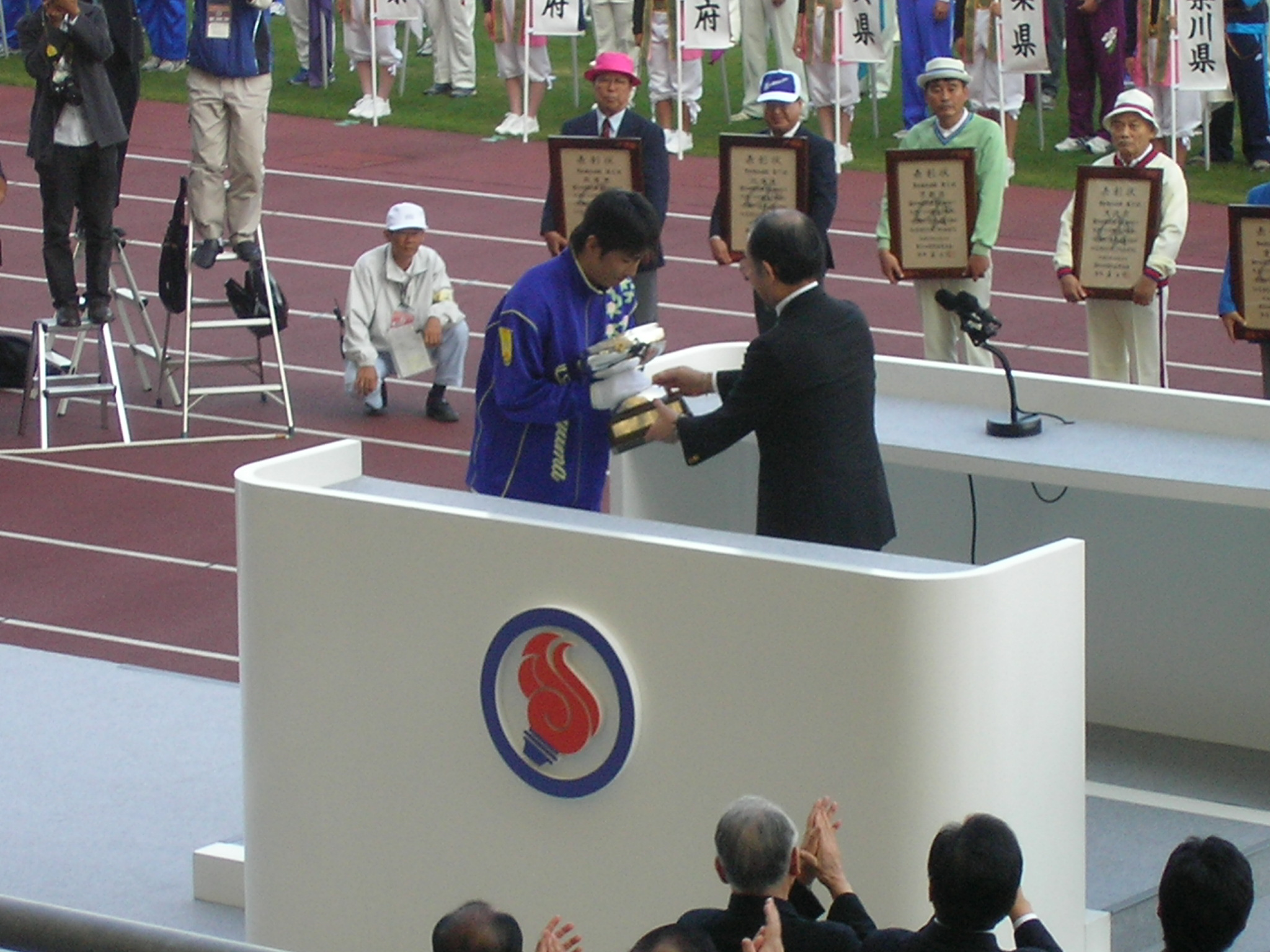
Tomohito de Mikasa, entregando um troféu

O príncipe foi diagnosticado com câncer em 1991, mas depois entrou em remissão. Foi também diagnosticado com câncer de laringe em 2003 e imediatamente começou a fazer o tratamento. Em setembro de 2006, ele fraturou a mandíbula, que havia sido enfraquecida por seus tratamentos de quimioterapia. Em 2007, o príncipe fez um anúncio público de que ele estava sofrendo de alcoolismo, e estava passando por tratamentos no hospital da Agência da Casa Imperial. Em março de 2008, o câncer se espalhou para sua faringe e ele logo passou por uma cirurgia. Apesar das tentativas para salvar a sua voz, subsenquentemente sofreu com uma pneumonia, causada por sua incapacidade de engolir os alimentos adequadamente e depois foi apenas capaz de falar com o auxílio de uma laringe mecânica.
Em 6 de junho de 2012 morreu de falência múltipla de órgãos em um hospital de Tóquio, aos 66 anos. Ele tinha sido hospitalizado por algum tempo, como um resultado do seu diagnóstico de câncer múltipla.

## Títulos e estilos
- 05 de janeiro de 1946 - 06 de junho de 2012: Sua Alteza Imperial príncipe Tomohito de Mikasa.

## Honras

### Honras nacionais
- Grande Cordão da Ordem do Crisântemo

### Distinções no exterior
- Itália: Cavaleiro da Grande Cruz da Ordem do Mérito da República Italiana (1982/09/03) [10]

### Grau honorário
- Universidade de Ancara

### Posições honorários
- Presidente do Bem-Estar Social Organização Yuai Jyuji Kai
- Presidente da Arinomama-sha
- Presidente do Bem-Estar Social Organização Saiseikai imperial presente Foundation Inc.
- Presidente da Fundação New Technology Development
- Presidente da Cancer Research Fund Takamatsu Princesa
- Presidente da Nippon Billiard Association
- Presidente da Associação Profissional de esqui instrutores do Japão
- Presidente do Colegiado de patinagem e Federação de Hóquei no Gelo
- Presidente do Japão-Turquia Society
- Presidente do Centro de Cultura do Médio Oriente no Japão
- Presidente Honorário do Japão Rugby Football Union
- Presidente Honorário do Japão-Sociedade Britânica
- Presidente Honorário da Noruega-Japan Society